# 9A-91
9A-91 là loại súng trường tấn công ngắn hay súng cạc bin do KBP (Конструкторское бюро приборостроения) phát triển năm 1992 như một phiên bản ngắn hơn của khẩu SR-3 Vikhr. Năm 1994 nó được đưa vào chế tạo và năm 1995 nó bắt đầu được nâng cấp. Hiện nay nó được sử dụng trong quân đội và các lực lượng đặc nhiệm của bộ nội vụ Nga.

## Thiết kế
9A-91 là loại súng tự động với cơ chế trích khí dài. Khóa nòng xoay sẽ khóa viên đạn cố định vào khoang chứa đạn với 4 móc. Nó có hai chế độ bắn là từng phát và hoàn toàn tự động. Nút điều chỉnh nằm phía tay trái (phiên bản mới hơn thì nằm bên tay phải). Trong phiên bản đầu nó có một bộ phận chống giật ở nòng súng nhưng sau đó đã bỏ chi tiết này thay vào đó một rãnh xoắn để lắp các linh kiện phụ trợ. Ngoài báng súng gấp bằng nhựa, tất cả các bộ phận còn lại đều được làm bằng thép.
Một loại đạn xuyên giáp riêng đã được phát triển cho nó là PAB-9 một dạng tương tự nhưng rẻ hơn loại đạn SP-6. Với tầm bắn 100 m loại đạn này có thể xuyên thủng giáp thép dày 8 mm.
9A-91 có thể gắn ống hãm thanh, tuy nhiên theo thiết ban đầu thì nó định dùng vị trí đó để gắn ống phóng lựu GP-95 nhưng nó quá yếu và không đủ bền để gắn ống phóng lựu này.
9A-91 có hệ thống ngắm tiêu chuẩn là điểm ruồi và thước ngắm có thể hoạt động trong phạm vi từ 100 – 200 m. Nó có thể gắn thêm ống nhắm (PSO-1-1), ống nhắm hồng ngoại (PC-01) hay bộ phận nhìn trong đêm (CL-03) phù hợp cho việc tác chiến.

## Các biến thể
Phiên bản thương mại của 9A-91 là МА-91 có thể sử dụng các loại đạn 7.62×39 mm, 5.56×45 mm và 5.45×39 mm tùy theo nhu cầu mà nó sẽ được chế tạo cho phù hợp. Tuy nhiên nó chưa được sản xuất nhiều vì chưa có đơn đặt hàng.
Ngoài ra, 9A-91 còn được thiết kế để có thể trở thành một loại súng bắn tỉa giảm thanh như VSK-94 chỉ khác ở phần khung báng súng và loại ống nhắm được sử dụng.